# Christiane Koren
Christiane Birgitte Koren, född den 27 juli 1764 i Köpenhamn, död den 28 januari 1815, var en dansk författare. Hon skrev dikter och pjäser men är främst känd för sin dagbok, som hör till de viktigaste tidsdokumenten från Norge omkring 1814. 
Hon var dotter till den danske fabrikören Jess Diederichsen. I Köpenhamn umgicks hon vid Det Norske Selskab, där hon mötte Carl Frederik Dichmann, som hon blev förälskad i; av ekonomiska skäl gifte hon sig dock 1787 med den norske sorenskriver Johan Koren, och följde honom till Norge. Paret bodde i Eidsberg och från 1797 i Ullensaker. Under sin resa till Köpenhamn skrev hon en reseskildring, Dagbog for Kristiane Koren paa en Reyse fra Norge til Dannemark begyndt den 6. september 1802, som utgavs 1945. Hon utgav 1803 Dramatiske Forsøg. Hennes dagböcker från åren 1808–1810 och 1813–1815 publicerades 1915.

## Verk
- Dagbog for Kristiane Koren paa en Reyse fra Norge til Dannemark begyndt den 6. September 1802, utg. av G. Johnson [Høibo], 1945
- Dramatiske Forsøg. Adolf, Blomsterkrandsene, Hanna, 1803
- Scener af Thora eller Den 2den April 1801. Et lyrisk Skuespil, Minerva, 1805
- “Moer Korens” Dagbøger, 2 bd., utg. av S. A. Lindbæk, 1915
- egne dikt og gjendiktninger i Nor. En poetisk Nytaarsgave for 1816, 1816